# Kirnbach (Schiltach)
Der Kirnbach ist ein fast 4 Kilometer langer Bach im Schwarzwald und ein rechter Zufluss der Schiltach im baden-württembergischen Landkreis Rottweil.

## Geographie

### Verlauf
Der Kirnbach entspringt auf der Gemarkung der Schwarzwaldgemeinde Hardt auf einer Höhe von etwa 756 m ü. NHN an der Siedlung Teilen. Er läuft lange etwa nördlich, wechselt dabei nach etwa einem Drittel seines Weges aufs Stadtgebiet von Schramberg über, und darin zuletzt nordwestlich. Er mündet schließlich auf einer Höhe von 440 m ü. NHN im südlichen Schramberg von rechts in die mittlere Schiltach, die dort, etwa einen Kilometer oberhalb der Mündung des Lauterbachs, auch Berneck genannt wird.
Der etwa 3,8 km lange Lauf des Kirnbachs endet ungefähr 316 Höhenmeter unterhalb seiner Quelle, er hat somit ein mittleres Sohlgefälle von circa 84 ‰.

### Zuflüsse
Von der Quelle zur Mündung.
- Feurenmoosbächle, von rechts und Osten, 0,9 km
- Kesselbach, von rechts und Südosten, 0,9 km
- Schwabenhofgraben, von rechts und Osten, 0,5 km